# Damage CTRL
Damage CTRL (вимовляється як «Damage Control», перекладається як "Контроль Шкоди" або "Контроль збитків") — жіноче реслінг-угруповання, яке виступало в WWE. Бейлі утворила угрупування разом з Ійо Скай і Дакотою Кай у липні 2022 року. За час існування угруповання Скай стала чемпіонкою WWE серед жінок, а Аска та Сейн командними чемпіонками WWE серед жінок. Кай і Скай є колишніми дворазовими командними чемпіонками WWE серед жінок.

## Бекграунд
Аска (тоді відома як Кана) та Ійо Скай (також відома як Іо Ширай) вперше об’єдналися разом із сестрою Іо Міо Шірай у 2010 році як Triple Tails, які потім змагалися в японських промоушенах, таких як Smash і Pro Wrestling Wave, перш ніж Іо пішла у 2011 році. аби продовжити сольну кар'єру, залишивши Кану та Міо як Triple Tails S.
У 2016 році Ширай об’єднаkfся з Кайрі разом з Анжелою Фонг і Маю Іватані, сформувавши угрупування під назвою Black Lotus Triad, яка з’являлася в Lucha Underground і Threedom з подальшими появами у World Wonder Ring Stardom, перш ніж Ширай утворила Queen’s Quest. Ширай і Кайрі (змінивши ім'я на Кайрі Сейн) були підписані WWE у 2017 і 2018 роках; сформували команду, відому як The Sky Pirates, яка змагалася NXT.

## Історія

### Дебют та командні чемпіонки серед жінок
На SummerSlam 30 липня 2022 року, Бейлі повернулася після року поза виступами через травму, утворивши альянс із Дакотою Кай та Іо Шірай (тепер відома як Ійо Скай), які повернулися до WWE, під час протистояння Б’янці Белер після її захисту Чемпіонства Raw серед жінок проти Беккі. Лінч, продовживши їхню ворожнечу та повернувши Бейлі назад на бренду Raw. За словами Кай, початковий план полягав у тому, щоб угрупування складалося з неї, Теган Нокс і Кендіс Лерей.
На Clash at the Castle, Бейлі, Кай і Скай, тепер офіційно під назвою Damage CTRL, перемогли Белейр, Алексу Блісс і Аску, де Бейлі утримала Белейр, яка на той час була Чемпіонкою Raw серед жінок. 12 вересня на випуску Raw, Кай і Скай перемогли Алію і Ракель Родрігес, і виграли командне чемпіонство WWE серед жінок. Завдяки цій перемозі, Кай і Скай стали двома з трьох реслерок (інша була Родрігез), які виграли командні чемпіонства WWE і NXT серед жінок. Бейлі продовжила своє протистояння з Белейр, де їй не вдалося виграти Чемпіонство Raw серед жінок на Extreme Rules у матчі зі сходами та на Crown Jewel у матчі Last Woman Standing. Незважаючи на те, що Кай і Скай програли командні чемпіонства серед жінок Алексі Блісс і Асці після 49-денного рейну, вони повернули титули на Crown Jewel через 5 днів. На Survivor Series WarGames, Damage CTRL брали участь у матчі WarGames, об’єднавшись з Ніккі Кросс і Рією Ріплі проти Белейр, Блісс, Аски, Мії Їм і Беккі Лінч, що повернулася, але програли, коли Лінч утримала Кай після легдропу з вершини клітки на стіл. 16 грудня на випуску SmackDown, Кай і Скай зберегли свої титули проти Лів Морган і Теган Нокс після втручання особи в масці, якою пізніше виявилася Зая Лі.
Після цього, Damage CTRL розпочали протистояння з Беккі Лінч, і Бейлі виграла матч один на один проти Лінч на випуску Raw від 19 грудня. Через два тижні, Кай і Скай перемогли Лінч та Мічін в нетитульному командному матчі. Матч-реванш між Лінч і Бейлі мав відбутися на Raw is XXX у сталевій клітці, але не відбувся після того, як Damage CTRL побили Лінч перед початком матчу. На Королівській Битві всі три члени Damage CTRL взяли участь у жіночому матчі Королівської Битви зробивши по п’ять усунень кожна, чотири з яких були виконані командою. Кай і Скай були викинуті Беккі Лінч, а Бейлі - Лів Морган. Матч у клітці було перенесено на епізод Raw від 6 лютого після того, як Лінч змусила Бейлі погодитися, фізично погрожуючи травмованій Кай. Лінч виграла матч після того, як Літа завадила Кай та Скай втрутитися. 20 лютого на випуску Raw, Лінч і Літа кинули виклик Кай і Скай за титули, які Бейлі прийняла від їхнього імені. Наступного тижня, незважаючи на втручання Бейлі, Кай і Скай програли титули Лінчу та Літі після втручання Тріш Стратус, що повернулася, завершивши свій другий рейн через 114 днів. Наступного тижня, Лінч, Літа та Стратус кинули виклик Damage CTRL на командний матч із шістьма жінками на Реслманії 39, який Бейлі прийняла. Damage CTRL програли Лінч, Літі та Стратус на Реслманії.

### Травма Кай та Скай - чемпіонка WWE серед жінок
У рамках драфту WWE 2023, Damage CTRL були задрафтовані на бренд SmackDown. 12 травня на випуску SmackDown, Бейлі та Кай не змогли виграти командне чемпіонство WWE серед жінок у Лів Морган і Ракель Родрігес. Під час матчу і Кай, і Морган отримали травми: Кай розірвала хрестоподібні зв'язки, а Морган пошкодила плече. Морган і Родрігес здали титули на випуску SmackDown наступного тижня через травму Морган. Бейлі та Скай брали участь у фатальному чотиристоронньому командному матчі за вакантний титул 29 травня на випуску Raw, але матч виграли Ронда Роузі та Шайна Базлер.
На випуску SmackDown від 9 червня, і Бейлі, і Скай кваліфікувалися на жіночий матчу Money in the Bank. На Money in the Bank, Бейлі штовхнула Скай з драбини, коли Скай намагалася зняти кейс. Пізніше Скай прикувала Бейлі наручниками до Беккі Лінч, іншої учасниці матчу, щоб зняти кейс і виграти матч. 8 липня на випуску SmackDown, Скай спробувала "закешити" свій контракт Money in the Bank проти Аски за Чемпіонство WWE серед жінок, але їй завадили Б'янка Белер і Шарлотт Флер. На SummerSlam 5 серпня, Скай успішно використала свій контракт Money in the Bank на  Белейр, вперше вигравши Чемпіонство WWE серед жінок. Кай вперше з’явилася після травми, щоб відсвяткувати перемогу Скай, і з цього моменту почала з'являтися як менеджер, відновившись після операції на хрестоподібних зв'язках. 25 серпня на випуску SmackDown, Скай успішно захистила титул проти Зеліни Веги. Вона також зберегла титул проти Аски на випуску SmackDown 22 вересня, та проти Шарлотт Флер і Аски в матчі потрійної загрози на Fastlane після втручання Бейлі.

### Приєднання Кайрі Сейн і Аски та зрада Бейлі
4 листопада 2023 року на Crown Jewel Кайрі Сейн несподівано повернулася до WWE після того, як покинула компанію в липні 2020 року, щоб допомогти Скай зберегти титул чемпіонки WWE серед жінок проти Б’янки Белер. 10 листопада на випуску SmackDown, Сейн офіційно приєдналася до угрупування. Пізніше того ж вечора, під час командному матчу 3 на 3 проти Damage CTRL, Аска зрадила своїх товаришів по команді, Белейр і Флер, щоб возз’єднати The Kabuki Warriors із Сейн, і офіційно приєдналася до угрупування на випуску SmackDown наступного тижня. На тому ж епізоді, Скай кинула виклик Белейр, Флер, Шотці та Беккі Лінч на матч WarGames на Survivor Series: War Games. Damage CTRL програли матч WarGames, а Бейлі була утримана після того, як Лінч зламала нею стіл.
26 січня 2024 року на випуску SmackDown, The Kabuki Warriors перемогли Катану Ченс і Кайден Картер, і стали новими командними чемпіонками WWE серед жінок  Це рекордний другий рейн Воїнів Кабукі як команди (їхнє перший рейн у Damage CTRL) і рекордний четвертий рейн Аски як чемпіонки окремо. Наступної ночі на Королівській Битві Бейлі, Аска і Сейн взяли участь у жіночому матчі Королівської Битви. Аска та Сейн були викинуті Картер і Ченс, а Бейлі виграла матч, останньою викинувши Лів Морган. Наступного тижня, 2 лютого на випуску SmackDown, Аска та Сейн напали на Бейлі та вигнали її з угрупування. Після цього Бейлі оголосила, що киндає виклик Скай за титул на Реслманії. На випуску Smackdown 9 лютого Кай, здавалося, залишила групу, об'єднавшись з Бейлі. Проте на випуску SmackDown від 1 березня, виявилося, що це була хитрість, після того, як Кай відмовилася дати тег Бейлі у матчі проти Сейн та Аски, і приєдналася до решти групи, щоб побити Бейлі.
У ніч 2 Реслманії XL 7 квітня, Скай програла титул Бейлі, завершивши свій рейн у 246 днів. У рамках Драфту WWE 2024, Damage CTRL були задрафтовані на бренд Raw. На Backlash France Аска і Сейн програли свої титули командних чемпіонок Белер і Джейд Каргілл. На драфті WWE 2024 року, угруповання було обране до складу ростеру бренду RAW. Згодом стало відомо, що Аска вибула на місяці через травму коліна, і що їй успішно провели операцію. На випуску Raw від 29 липня, група вперше стали фейсами, коли вони почали протистояння з The Pure Fusion Collective (Шейна Базлер, Зої Старк і Соня Девіль). У серпні стало відомо, що Кай знову отримала травму коліна, і їй довелося пройти операцію. На випуску Raw від 19 серпня, Скай і Сейн змагалися у команді вперше з 2019 року, і зустрілися проти Базлер і Старк, та Командних Чемпіонок WWE серед жінок The Unholy Union (Альба Файр і Альба Доун) у титульному матчі, де чемпіонки зберегли титули.

## Учасники

Бейлі (L)
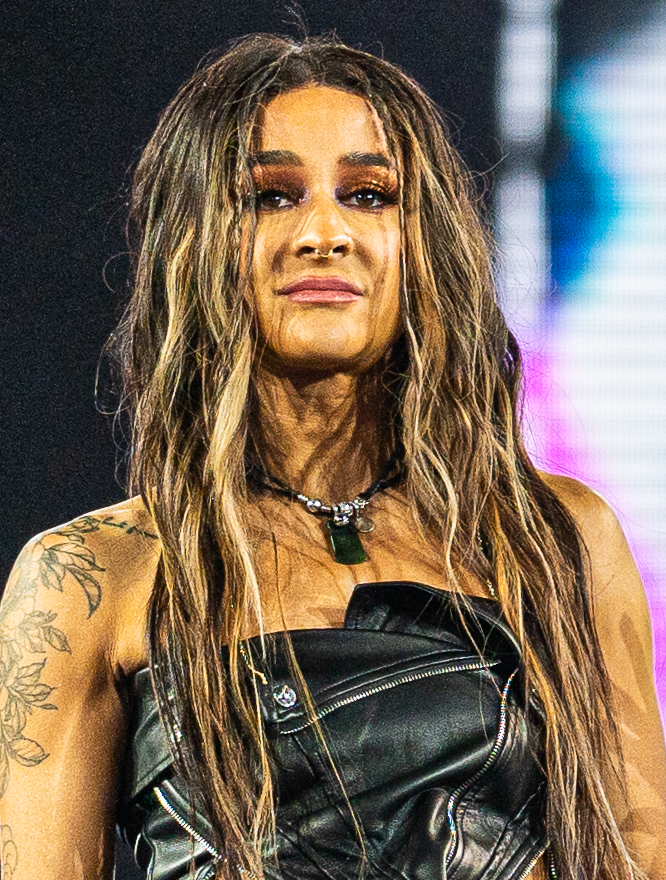
Дакота Кай
Ійо Скай
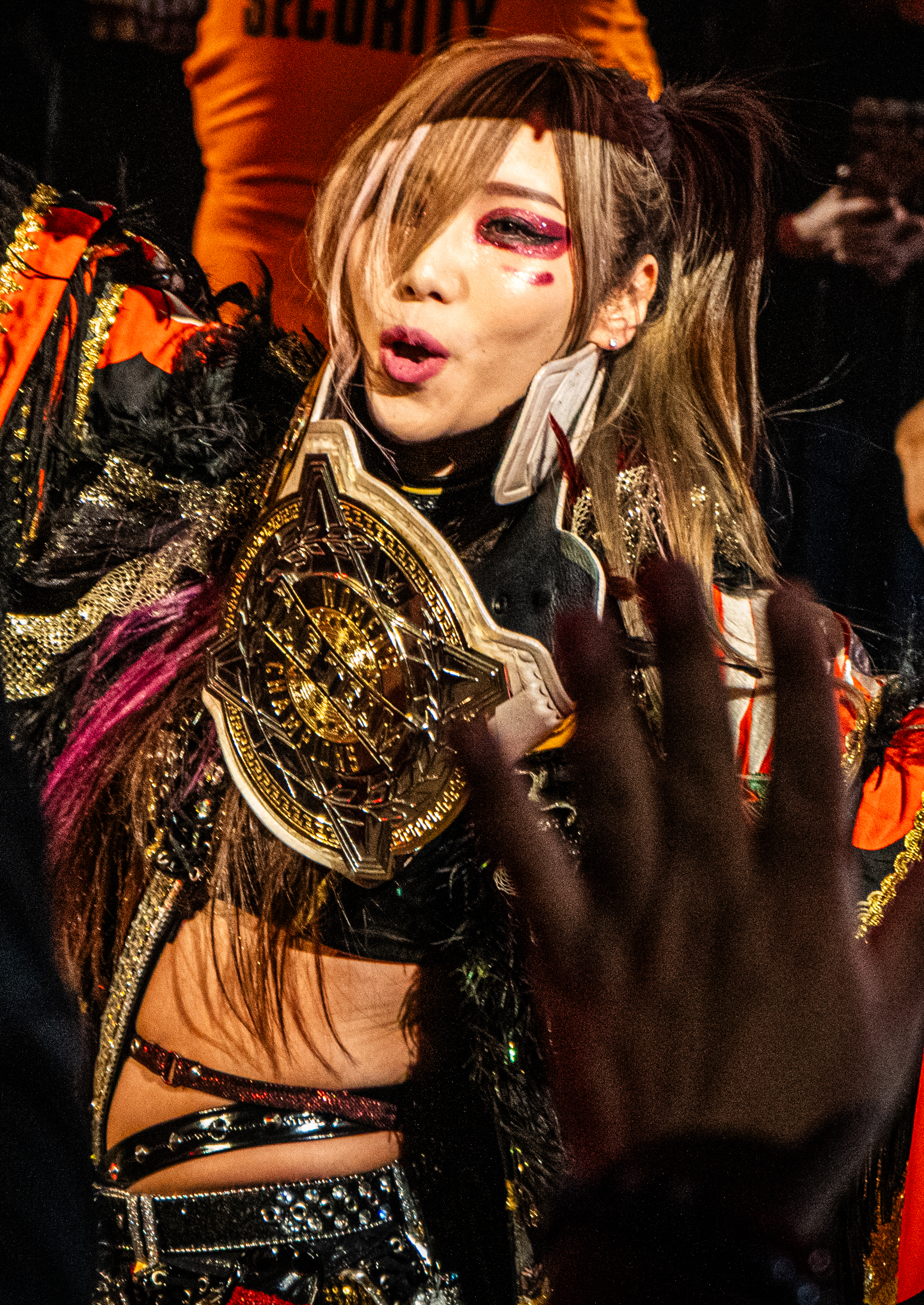
Кайрі Сейн
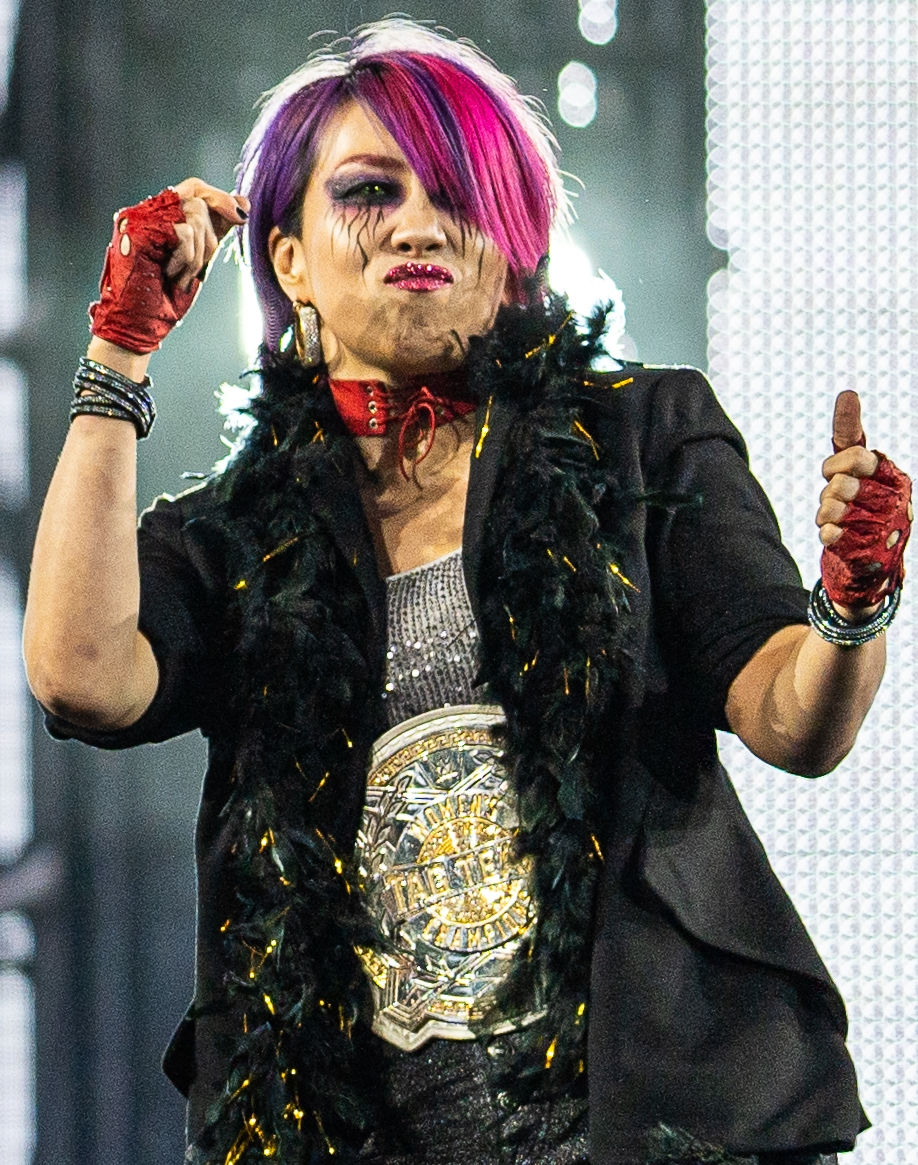
Аска

| * | Учасник(и)-засновники |
| L | Лідер                 |

| Member      | Joined            | Left           |
| ----------- | ----------------- | -------------- |
| Бейлі ( L ) | 30 липня 2022 *   | 2 лютого 2024  |
| Дакота Кай  | 30 липня 2022 *   | 2 травня 2025  |
| Ійо Скай    | 30 липня 2022 *   | 2 травня 2025  |
| Кайрі Сейн  | 10 листопада 2023 | 16 грудня 2024 |
| Аска        | 17 листопада 2023 | 4 травня 2024  |

## Підгрупи
| Філіал             | Члени           | У складі    | Тип     |
| ------------------ | --------------- | ----------- | ------- |
| The Kabuki Wariors | Аска Кайрі Сейн | 2023 – 2024 | Команда |

## Чемпіонства і досягнення
- Slam Wrestling Awards
  - Найкраща жіноча команда WWE (2022)[47]
- WWE
  - Чемпіонство WWE серед жінок (1 раз) – Ійо Скай
  - Чемпіонство світу серед жінок (1 раз) – Ійо Скай
  - Командне чемпіонство WWE серед жінок (3 рази) – Дакота Кай та Ійо Скай (2 рази),[48] Аска та Кайрі Сейн (1 раз)
  - Жіночий Money in the Bank (2023) – Ійо Скай
  - Жіноча Королівська Битва (2024) – Бейлі

## Виноски
1. ↑  У травні 2023 року Кай зазнала розриву передньої хрестоподібної зв'язки і після операції була вимушена залишити ринг. З 5 серпня 2023 року по 9 лютого 2024 року вона виконувала функції квазі-менеджера угруповання, відновлюючись після травми.
2. ↑  Останній виступ Сейн як члена групи.
3. ↑  Останній виступ Аски як члена групи.